# پیل گالوانی

طرح کلی از یک مدل پیل گالوانی.

پیل گالوانی (به انگلیسی: Galvanic cell) نوعی سلول الکتروشیمیایی است که با انجام واکنش شیمیایی انرژی الکتریکی تولید می‌کند. سلول گالوانی به علت تولید برق شبیه باتری است، یا بهتر بگوییم، باتری نوعی پیل گالوانی است. هر سلول گالوانی ولتاژ معینی دارد که با تغییر هر یک از اجزا تغییر می‌کند.
این پیل به نام لوئیجی گالوانی نامگذاری شده‌است.
در این سلول انرژی الکتریکی ناشی از واکنش‌های الکتروشیمیایی به وجود می‌آید. این پیل گاهی با نام سلول ولتا شناخته می‌شود. این نام برگرفته آلساندرو ولتا مخترع پیل ولتایی اولین باتری الکتریکی است.

طرح کلی یک سلول گالوانی مس-روی

عملیات در پیل گالوانی دقیقاً برعکس یک پیل برق‌کافتی (الکترولیزی) است. در این سیستم واکنش الکتروشیمیایی به صورت خود به خودی انجام شده و باعث ایجاد برق می‌شود. در سلول الکترولیزی، برق باعث انجام یک واکنش غیر خود به خودی می‌شود.